# Прва лига Србије у америчком фудбалу
Прва лига Србије (до 2015. се звала Суперлига Србије) у америчком фудбалу је највиши ранг такмичења у Србији. Лига броји 7 клубова, а формирана је 2003. године. Нижи ранг такмичења била је Друга лига Србије.
Од 2012. године лигу је спонзорисао и преносио Спорт клуб,  па је током историје била позната и као Спорт клуб Суперлига и Спорт клуб Прва лига Србије. Од 2024. године спонзор лиге је Арена спорт, па се лига зове Арена спорт Прва лига.

## Историјат
Први клуб који је основан у Србији су Сирмијум лиџонарси из Сремске Митровице основани 2002. године. Недуго затим, 2003. године формирају се још две екипе: Вајлд борси Крагујевац и Вукови Београд. Убрзо је формиран савез - САФС (Савез америчког фудбала Србије), а прва лига је одиграна 2004. године и учешће је узело 5 тимова: Сирмијум лиџонарси, Вајлд борси Крагујевац, Вукови Београд, Пантерси Панчево, Стидси Ниш. Због мањка финансијских средстава, што ће се у будућности показати као хронични недостатак, та прва лига је одиграна без опреме. Четири тима из Србије који су набавили опрему за амерички фудбал укључују се 2006. године у СЕЛАФ лигу, регионалну лигу која обухвата југоисточну Европу. Ти клубови су Дјукси Нови Сад, Вајлд борси Крагујевац, Вукови Београд и Сирмијум лиџонарси. Осталих 11 тимова који нису имали опрему одиграли су лигу без опреме тако што су тимови подељени у две групе, север и југ, према географском положају. Следеће године - 2007. одиграна је прва лига са опремом, док је напоредо са њима 7 тимова без опреме одиграло последњу лигу без опреме у Србији. Од 2008. сви тимови који се такмиче у Србији поседују потребну опрему. Правила по којима се игра амерички фудбал у националном првенству нису по НФЛ правилима, већ по НЦАА правилима, тј. правилима која важе за америчку колеџ лигу која се разликује у појединостима од професионалне америчке лиге.
Године 2008. долази до раскола унутар САФС-а и самим тим формирају се два паралелна савеза, САФС који су мање-више предводили Крагујевац вајлд борси и Београд блу драгонси и СААФ који су формирали Вукови Београд и Нови Сад дјукси заједно са још неколико клубова. Срећом, тај период је кратко трајао, тако да се од сезоне 2011. клубови поново уједињују у оквиру једног савеза, као што је и природно да буде. У овој сезони учешће у такмичењу је узело 20 клубова, подељених у 3 дивизије - Центар, Север и Југ. Шампион Србије постала је екипа Београд вукова. Они су у финалу савладали у Крагујевцу домаћу екипу Вајлд Борс у узбудљивој утакмици, пуној преокрета и пред више од 1000 гледалаца.
Сви клубови овог спорта у нашој земљи суочавају се са истим проблемима од самог почетка. Недостатак спонзора и финансијских средстава, неразумевање државних институција и институција на локалном нивоу, инфраструктурни проблеми, недовољна заступљеност у медијима су неки од разлога који коче развој овог спорта у Србији. Већина клубова је приморана да се сналази на разне начине да би уопште опстала. Иако се највећи број клубова ослања на сопствене снаге, на играче који су поникли у тим клубовима и који су прошли млађе категорије у истим, пар екипа са стабилнијом финансијском конструкцијом је у претходним годинама успевала да доведе стране играче, а и стручне сараднике сасвим солидног квалитета, који су у великој мери допринели већем квалитету лиге.
И наредне три године настављена је доминација Вукова који су освојили првенство 2012, 2013. и 2014. године. Дјукси су у сезони 2015. успели да прекину успешан низ Вукова и Вепрова победом у финалу 25:23 и тако први пут у историји постали прваци Србије. Наредне четири сезоне прво место су поново освајали Дивљи вепрови из Крагујевца који су са 9 титула првака државе постали најуспешнији клуб. Њихов низ прекинут је 2021. године када су Вукови 8. пут постали прваци победом против Банат булса, а исти успех поновили су и следеће сезоне.

## Вечити дерби
Вечити дерби у америчком фудбалу је назив за дерби у америчком фудбалу у Србији који се игра између Вукова из Београда и Вајлд борса из Крагујевца. Прва утакмица одиграна је 22. марта 2003. године у Крагујевцу и завршена је победом Дивљих вепрова 15-14.
Први меч су одиграли 22. марта 2003. на стадиону фудбалског клуба Јадран у Крагујевцу пред око 500 гледалаца и без опреме, а славили су Вепрови са 15:14. Након тога је регистровано још неколико клубова па је формирана лига 2004. године. Наредна два меча поново су добили Вепрови са 24:0 у Београду у оквиру 4. кола Супер лиге Србије и 21:6 у финалу на Стадиону Чика Дача у Крагујевцу пред 2.500 гледалаца.
Први пораз Крагујевчани су претрпели у 4. вечитом дербију, који је одлучивао првака Србије у сезони 2005. На Стадиону Обилића Вукови су победили са 20:7.
До сада је одиграно 38 међусобна сусрета. Тренутни резултат је 20-18 у корист Вајлд борса. (6. јул 2024.)

## Клубови у сезони 2025
| Клуб         | Место      | Сезона 2024 |
| ------------ | ---------- | ----------- |
| Блу драгонси | Земун      | Полуфинале  |
| Вајлд борси  | Крагујевац | Финале      |
| Вукови       | Београд    | Првак       |
| Мамутси      | Кикинда    | Полуфинале  |

## Прваци
| САФС лига     | САФС лига | САФС лига                  | САФС лига             | САФС лига |
| Сербијан боул | Сезона    | Првак                      | Вицепрвак             | Резултат  |
| ------------- | --------- | -------------------------- | --------------------- | --------- |
| I             | 2004.     | Крагујевац вајлд борси (1) | Београд вукови        | 21 : 6    |
| II            | 2006.     | Крагујевац вајлд борси (2) | Београд вукови        | 23 : 12   |
| III           | 2007.     | Београд вукови (1)         | Нови Сад дјукси       | 25 : 15   |
| IV            | 2008.     | Крагујевац вајлд борси (3) | Београд вукови        | 39 : 33   |
| V             | 2009.2    | Крагујевац вајлд борси (4) | Београд блу драгонси  | 67 : 33   |
| VI            | 2010.2    | Крагујевац вајлд борси (5) | Чачак eјнџел вориорси | 69 : 26   |

Напомена:
1 Првенство Србије 2005. године играно је по куп систему.
2 У сезонама 2009. и 2010. у САФС лиги нису играли Вукови Београд, Дјукси Нови Сад и још неки клубови већ су наступали у СААФ лиги.
| СААФ лига 3   | СААФ лига 3 | СААФ лига 3        | СААФ лига 3     | СААФ лига 3 |
| Сербијан боул | Сезона      | Првак              | Вицепрвак       | Резултат    |
| ------------- | ----------- | ------------------ | --------------- | ----------- |
| V             | 2009.       | Београд вукови (2) | Нови Сад дјукси | 46 : 0      |
| VI            | 2010.       | Београд вукови (3) | Нови Сад дјукси | 40 : 2      |

Напомена:
3 Године 2008. дошло је до раскола унутар САФС-а, тако да су неки клубови, попут Београд вукова и Нови Сад дјукса иступили из САФС лиге и основали нову - СААФ лигу.
| СААФ Суперлига / Прва лига Србије | СААФ Суперлига / Прва лига Србије | СААФ Суперлига / Прва лига Србије | СААФ Суперлига / Прва лига Србије | СААФ Суперлига / Прва лига Србије |
| Сербијан боул                     | Сезона                            | Првак                             | Вицепрвак                         | Резултат                          |
| --------------------------------- | --------------------------------- | --------------------------------- | --------------------------------- | --------------------------------- |
| VII                               | 2011.                             | Београд вукови (4)                | Крагујевац вајлд борси            | 51 : 36                           |
| VIII                              | 2012.                             | Београд вукови (5)                | Крагујевац вајлд борси            | 35 : 24                           |
| IX                                | 2013.                             | Београд вукови (6)                | Крагујевац вајлд борси            | 42 : 0                            |
| X                                 | 2014.                             | Београд вукови (6)                | Крагујевац вајлд борси            | 27 : 17                           |
| XI                                | 2015.                             | Нови Сад дјукси (1)               | Београд вукови                    | 25 : 23                           |
| XII                               | 2016.                             | Крагујевац вајлд борси (6)        | Београд вукови                    | 53 : 29                           |
| XIII                              | 2017.                             | Вајлд борси Крагујевац (7)        | Нови Сад дјукси                   | 24 : 16                           |
| XIV                               | 2018.                             | Крагујевац вајлд борси (8)        | Београд вукови                    | 54 : 36                           |
| XV                                | 2019.                             | Крагујевац вајлд борси (9)        | Београд вукови                    | 60 : 55                           |
| XVI                               | 2021.                             | Београд вукови (8)                | Банат булси                       | 24:14                             |
| XVII                              | 2022.                             | Београд вукови (9)                | Крагујевац вајлд борси            | 24:17                             |
| XVIII                             | 2023.                             | Крагујевац вајлд борси (10)       | Београд вукови                    | 48 : 7                            |
| XIX                               | 2024.                             | Београд вукови (10)               | Крагујевац вајлд борси            | 28 : 6                            |
| XX                                | 2025.                             | Крагујевац вајлд борси (11)       | Београд блу драгонси              | 27 : 12                           |

## 7 на 7 - сезона 2020.
Пре почетка сезоне 2020. године Српска асоцијација америчког фудбала је донела следећу одлуку: „Пандемија вируса ковид-19 због које је епидемиолошка ситуација у Србији у неколико наврата била изузетно лоша, Српска асоцијација америчког фудбала после консултација са Заводом за спорт и медицину спорта, као и Министарством за омладину и спорт, одлучила је да само ове године промени пропозиције такмичења. Такмичења ове сезоне одиграваће се у тач верзији, што подразумева по 7 играча на терену по екипи.”
| СААФ Прва лига Србије 7 на 7 | СААФ Прва лига Србије 7 на 7 | СААФ Прва лига Србије 7 на 7 | СААФ Прва лига Србије 7 на 7 | СААФ Прва лига Србије 7 на 7 |
| Сезона                       | Првак                        | Вицепрвак                    | Резултат                     |                              |
| ---------------------------- | ---------------------------- | ---------------------------- | ---------------------------- | ---------------------------- |
| 2020.                        | Београд вукови (1)           | Јагодина блек хорнетси       | 56 : 46                      |                              |

## Куп Србије
Током 2005. године уместо лиге игран је Куп Србије. То је био први и последњи пут да се играло такмичење по куп систему и Српска асоцијација америчког фудбала (СААФ) га не признаје као првенство Србије, те се и победа Вукова не рачуна као титула првака Србије.
| Куп Србије | Куп Србије         | Куп Србије             | Куп Србије |
| Сезона     | Првак              | Вицепрвак              | Резултат   |
| ---------- | ------------------ | ---------------------- | ---------- |
| 2005.1     | Београд вукови (1) | Крагујевац вајлд борси | 20 : 6     |

## Успешност клубова
| Клуб                   | Првак | Вицепрвак | Година (првак)                                                    | Година (вицепрвак)                              |
| ---------------------- | ----- | --------- | ----------------------------------------------------------------- | ----------------------------------------------- |
| Крагујевац вајлд борси | 11    | 6         | 2004, 2006, 2008, 2009, 2010, 2016, 2017, 2018, 2019, 2023, 2025. | 2011, 2012, 2013, 2014, 2021, 2024.             |
| Београд вукови         | 10    | 8         | 2007, 2009, 2010, 2011, 2012, 2013, 2014, 2021, 2022, 2024.       | 2004, 2006, 2008, 2015, 2016, 2018, 2019, 2023. |
| Нови Сад дјукси        | 1     | 4         | 2015.                                                             | 2007, 2009, 2010, 2017.                         |
| Београд блу драгонси   | -     | 2         | -                                                                 | 2009, 2025.                                     |
| Чачак ејнџел вориорси  | -     | 1         | -                                                                 | 2010.                                           |
| Банат булси            | -     | 1         | -                                                                 | 2021.                                           |

## Учешће клубова по сезонама
| Број | Клуб                                 | Број сезона | Прва сезона | Последња сезона |
| ---- | ------------------------------------ | ----------- | ----------- | --------------- |
| 1.   | Крагујевац вајлд борси               | 20          | 2004.       | 2025.           |
| 2.   | Београд вукови                       | 20          | 2004.       | 2025.           |
| 3.   | Београд блу драгонси                 | 17          | 2007.       | 2025.           |
| 4.   | Панчево пантерси                     | 13          | 2004.       | 2017.           |
| 5.   | Нови Сад дјукси                      | 12          | 2006.       | 2017.           |
| 6.   | Сремска Митровица сирмијум лиџонарси | 12          | 2004.       | 2018.           |
| 7.   | Инђија индијанси                     | 11          | 2007.       | 2019.           |
| 8.   | Ниш императори                       | 8           | 2007.       | 2016.           |
| 9.   | Клек најтси                          | 7           | 2006.       | 2013.           |
| 10.  | Краљево ројал краунси                | 6           | 2006.       | 2013.           |
| 11.  | Врбас хантерси                       | 6           | 2006.       | 2011.           |
| 12.  | Кикинда мамутси                      | 6           | 2011.       | 2025.           |
| 13.  | Чачак ејнџел вориорси                | 5           | 2007.       | 2015.           |
| 14.  | Сомбор целтиси                       | 5           | 2006.       | 2017.           |
| 15.  | Аутлоси Пожаревац                    | 4           | 2006.       | 2011.           |
| 16.  | Јагодина блек хорнетси               | 4           | 2018.       | 2022.           |
| 17.  | Младеновац форестлендерси            | 4           | 2006.       | 2014            |
| 18.  | Нови Сад вајлд догси                 | 4           | 2019.       | 2023.           |
| 19.  | Пожаревац пастуви                    | 4           | 2021.       | 2024.           |
| 20.  | Вршац лавови                         | 3           | 2007.       | 2009.           |
| 21.  | Обреновац скај тандерси              | 3           | 2006.       | 2009.           |
| 22.  | Јагодина стробери келтси             | 3           | 2006.       | 2011.           |
| 23.  | Смедерево бедеми                     | 2           | 2006.       | 2007.           |
| 24.  | Ниш стидси                           | 2           | 2004.       | 2006.           |
| 25.  | Јагодина ћурани                      | 2           | 2006.       | 2007.           |
| 26.  | Шабац шаркси                         | 2           | 2006.       | 2007.           |
| 27.  | Банат булси                          | 2           | 2021.       | 2021.           |
| 28.  | Нови Кнежевац грофови                | 1           | 2011.       | 2011.           |
| 29.  | Бор голден берси                     | 1           | 2018.       | 2018.           |
| 30.  | Земун горштаци                       | 1           | 2011.       | 2011.           |
| 31.  | Београд електричари                  | 1           | 2006.       | 2006.           |
| 32.  | Чачак мед догси                      | 1           | 2011.       | 2011.           |
| 33.  | Кула хантерси                        | 1           | 2006.       | 2006.           |
| 34.  | Букурешт ребелси                     | 1           | 2023.       | 2023.           |

## Број клубова по сезонама
|      | 2004. | 2006. | 2007. | 2008. | 2009. | 2010. | 2011. | 2012. | 2013. | 2014. | 2015. | 2016. | 2017. | 2018. | 2019. | 2021. | 2022. | 2023. | 2024. | 2025. |
| ---- | ----- | ----- | ----- | ----- | ----- | ----- | ----- | ----- | ----- | ----- | ----- | ----- | ----- | ----- | ----- | ----- | ----- | ----- | ----- | ----- |
| Број | 5     | 11    | 9     | 8     | 11+9  | 7+6   | 20    | 8     | 8     | 8     | 8     | 8     | 8     | 8     | 6     | 7     | 7     | 7     | 5     | 4     |